# Sinaloaschwalbe
Die Sinaloaschwalbe (Progne sinaloae) ist eine Singvogelart aus der Familie der Schwalben (Hirundinidae). Sie kommt im westlichen Mexiko vor.

## Merkmale
Die Sinaloaschwalbe erreicht eine Größe von 17 bis 18 cm. Das Männchen ist überwiegend glänzend stahlblau. Die Flügel und der gegabelte Schwanz sind schwarz. Die Unterbrust, der Bauch und die Unterschwanzdecken sind weiß. An den Unterschwanzdecken sind undeutliche dunkle Schaftstreifen zu erkennen. Im Vergleich zum Männchen der verwandten Graubrustschwalbe (Progne chalybea) ist der Kontrast zwischen den weißen und den dunkleren Bereichen an der Unterseite stärker. Das Weibchen ist allgemein dunkler. Die Oberseite ist manchmal graubraun marmoriert. Das Gesicht, die Kehle, die Brust und die Flanken sind dunkelbraun. Die helle Kehlenmitte kontrastiert mit der dunkleren Brust. Bauch und Unterschwanzdecken sind weiß. Die juvenilen Vögel sind bisher unbeschrieben. Die einjährigen Männchen ähneln, abgesehen von den blauen Federn auf der Oberseite, den adulten Weibchen. Über den Ruf gibt es keine Aufzeichnungen.

## Vorkommen

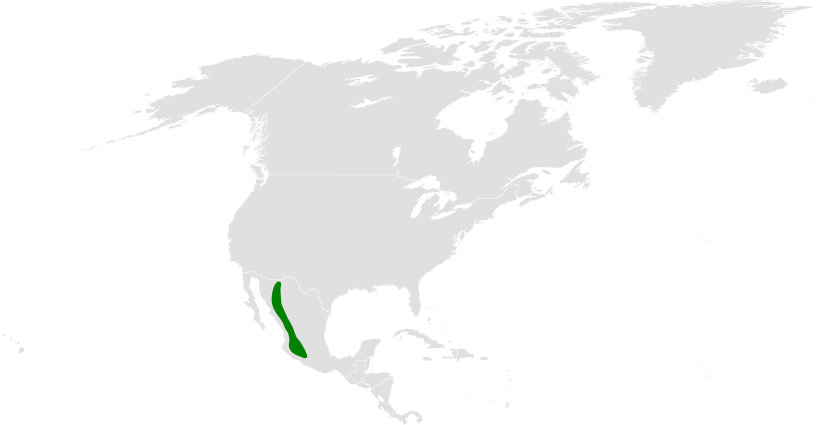
Verbreitungsgebiet (grün) der Sinaloaschwalbe

Die Sinaloaschwalbe brütet im westlichen Mexiko vom nordöstlichen Sonora bis Jalisco und Michoacán. Die Winterquartiere sind unbekannt. Sie liegen vermutlich in Südamerika.

## Lebensraum
Die Sinaloaschwalbe bewohnt Kiefernwälder, Mischwälder aus Kiefern und Eichen sowie halboffenes Waldland in Höhenlagen bis 2000 m.

## Lebensweise
Die Lebensweise der Sinaloaschwalbe ist bisher wenig erforscht. Sie ist ein Zugvogel, der Wanderungen entlang der Pazifikküste zwischen Mexiko und Guatemala unternimmt. Ihre Flugbewegungen sind abwechselnd gleitend und schlagend. Zwischen März und August sind die Schwalben an den Brutplätzen zu beobachten. Die Nester befinden sich vermutlich in Baumhöhlen. Mehr ist über das Brutverhalten nicht bekannt.

## Status
Die IUCN stuft die Sinaloaschwalbe in die Kategorie „gefährdet“ (vulnerable) ein. Sie wird als nicht häufig bis ziemlich häufig beschrieben. Ihre Brutgebiete sind nur von neun Seiten an den Westhängen der Sierra Madre Occidental in den Bundesstaaten Sonora, Jalisco und Michoacán bekannt.

## Systematik
Die Sinaloaschwalbe wurde zeitweise als Population der Kubaschwalbe (Progne cryptoleuca) oder als Unterart der Karibikschwalbe (Progne dominicensis) sowie der Purpurschwalbe (Progne subis) betrachtet. Hybridisierungen mit der Graubrustschwalbe (Progne chalybea) sind bekannt.